# Fiquefleur-Équainville
Fiquefleur-Équainville es una localidad y comuna francesa situada en la región de Alta Normandía, departamento de Eure, en el distrito de Bernay y cantón de Beuzeville.

## Demografía
| 456                       | 463 | 511 | 427 | 450 | 423 | 573 | 594 | 618 | 633 | 544 | 525 | 316 | 532 | 502 | 542 | 512 | 517 | 523 | 505 | 435 | 463 | 404 | 444 | 437 | 464 | 476 | 462 | 430 | 477 | 496 | 563 | 632 |
| (Fuente: Cassini e INSEE) |     |     |     |     |     |     |     |     |     |     |     |     |     |     |     |     |     |     |     |     |     |     |     |     |     |     |     |     |     |     |     |     |